# ANGELLA
ANGELLA（アンジェラ、1985年1月7日 - ）は、女優・ダンサー。事務所はテアトルアカデミー→ATプロダクション。エンタ―テインメントユニット「BEAT PARADOX（ビートパラドックス）」（旧RHYTHM COLLECTION）のANGELLA。アクション担当、ムードメーカーでもある。
ミュージカルにて子役デビュー。数多くのイベントやLIVE、舞台、映画に出演。また、数々のアクション現場でのアシスタントも務め、アーティスト、タレントの指導も行う。武術センスを活かし、ボクシングのプロライセンスを習得する為に、渡嘉敷ジムプロコースにも籍をおく。

## 資格
日本俳優連合アクション部会 公認アクションライセンス 技斗・殺陣上級

日本芸能技術検定協会 アクション部門検定公認アクション指導員
日本芸能技術検定協会 ＴＡＰ検定公認タップインストラクター

## 出演歴

### 舞台
- 2000年8月　「ピノキオの大冒険〜もうひとつのピノキオ物語〜」　シャドーの手下役
- 2000年12月　「The Christmas Box　vol.1」
- 2001年5月　「やさしい悪魔」　メイ役
- 2001年8月　「ピノキオの大冒険〜もうひとつのピノキオ物語〜」　フィガロ役
- 2001年12月　「The Christmas Box　～vol.2オルゴール～」
- 2002年5月　ダンスアクションミュージカル「やさしい悪魔〜リメイクヴァージョン〜」（品川六行会ホール） - ダンサー
- 2004年5月　ダンスアクションミュージカル「刀〜KATANA〜」（品川六行会ホール） - ヤオロズ 役
- 2004年8月　「ピノキオの大冒険〜もうひとつのピノキオ物語〜」（新宿Space107）
- 2004年10月　「DANCE Live」
- 2004年12月　「The Christmas Box〜vol.5 piece〜」
- 2005年5月　ダンスアクションミュージカル「刀〜KATANA〜 リメイクver.」（品川六行会ホール） - ヤオロズ 役/ 雛 役
- 2005年12月　「Christmas Special Live」
- 2006年5月　ダンスアクションミュージカル「TIME〜2006年ヴァージョン〜」（新宿SPACE107） - ダンサー
- 2006年8月　「ピノキオの大冒険〜もうひとつのピノキオ物語〜」
- 2006年12月「Christmas Special Live」
- 2007年5月/2008年5月　リズムミュージカル「RHYTHM-OUT」（新宿SPACE107） - 木嶋アンナ 役[4]。
- 2007年12月　「Body&Soul〜Body Night〜」（萬劇場）
- 2010年7月　星光プロジェクト公演 舞台「ごめんね、竜馬！」（品川六行会ホール） - ナンシー役
- 2011年11月　ミュージカル「toropic」（紀伊國屋ホール） - 人魚 役
- 2012年1月　R×R 舞台「虹色の輪舞曲」（新宿SPACE107） - ダンサー
- 2012年3月　ホリプロ×グワィニャオン公演 舞台「池田屋・裏 2012」雅 役
- 2012年6月　グワィニャオン×星光プロジェクト公演 舞台「帝の音、夜に華やぐ怒り…」（中野 ザ・ポケット） - 主演・天田真綺 役
- 2013年5月　横山剣 大座長公演「赤いマイクのあんちくしょう」 - アマゾネス軍団アンジェラ 役
- 2013年9月　ハグハグ共和国vol.26「プロタゴニスト」[5]。
- 2014年3月　立ち上がれ気仙沼！再起支援プロジェクト「月虹」 - 谷三十郎 役
- 2015年1月　「激闘新撰組 男涙の階段落ち」 - 稲垣役
- 2015年5月　再演「激闘新撰組 男涙の階段落ち」 - 稲垣役
- 2015年7月　手塚治虫原作音楽劇「ファウスト〜最後の聖戦〜」
- 2015年10月　「BIOHAZARD THE STAGE」
- 2016年6月　吉本新喜劇×世界のパフォーマー特別公演「THE舶来寄席2016」東京公演
- 2016年8月　RHYTHM COLLECTION ミニリズムアクトライブ「シンプル！」
- 2016年12月　「星に願いを」　ルドルフ　役
- 2017年4月　ルミネtheよしもと「Joy！Joy！エンタメ新喜劇」　チアリーダー役
- 2017年12月　「星に願いを～５つの物語～」　女・ルドルフ役
- 2018年5月　ZOROMEHA企画第1弾「楽屋～流れ去るものはやがてなつかしき～」女優C役
- 2018年7月　チャピロック企画「MARIGORD～絶望の花言葉～」　アンゼリカ役
- 2018年9月　スクエアエニックス「SaGA the stage～七英雄の帰還～」　アディス役
- 2019年1月　舞台劇「からくりサーカス」　馬麗娜役
- 2019年3月　「MARIGORD～絶望の花言葉～」　アンゼリカ役
- 2019年6月　ZOROMEHA企画第２弾「僕らは生れ変わった木の葉のように」　女役
- 2019年8月　ダンスアクションミュージカル「やさしい悪魔」　クエル役
- 2021年10月　ZOROMEHA企画第３弾「雨の夏、三十人のジュリエットが還ってきた」　あいつ役　　　他

#### BEAT PARADOXとしての活動
- 2021年8月 BEAT PARADOX rookie's LIVE vol.1 「ＯＭＮＩＢＵＳ」

#### RHYTHM COLLECTION（旧ユニット名）として活動
- 2008年　文化庁主催「H20年度　本物の舞台芸術体験事業」　東京・茨城・山梨
- 2009年　文化庁主催「H21年度　本物の舞台芸術体験事業」　京都・新潟・富山
- 2010年8月　「Rookie's Live」
- 2010年　文化庁主催「H22年度　子どものための優れた舞台芸術体験事業」　京都・福井・富山・新潟

- 2010年11月　千代田区立和泉小学校公演
- 2011年8月　「Rookie's Live2」
- 2011年　文化庁主催「H23年度　次代を担う子どもの舞台芸術体験事業」　福島・埼玉・栃木・群馬
- 2012年8月　「Rookie's Live3」
- 2012年10月　千葉県佐倉市立井野中学校公演
- 2014年12月　「Present」
- 2016年6月　吉本新喜劇×世界のパフォーマー特別公演　「THE 舶来寄席2016」東京公演
- 2016年8月　RHYTHM COLLECTION ミニリズムアクトLIVE　「シンプル！」
- 2017年8月　RHYTHM COLLECTIONミニＬＩＶＥ2017「ＳＥＬＥＣＴ」　　　　　　　　　他

### イベント
- 2010年12月　「Amway 企業イベント　オープニングアクト」　ダンサー　　　他

#### RHYTHM COLLECTION（旧ユニット名）として活動
- 2006年8月　Japan Festival in Vietnam 2006　文化交流親善大使として出演
- 2008年9月　Vietnam Festival in Japan 2008 文化交流親善大使として出演
- 2009年8月　Japan Festival in Vietnam 2009　文化交流親善大使として出演
- 2009年9月　Vietnam Festival in Japan 2009 文化交流親善大使として出演
- 2011年4月　イベントJAPAN2011・ダスキンアクティブコレクションパフォーマンス
- 2011年5月　後藤冬樹主宰「チャリティーライヴ子守唄プロジェクト」
- 2011年10月　パラマウントジャパンホームエンターテインメント100周年記念オープニングアクト
- 2012年12月　総合格闘技DREAMオープニングアクト
- 2013年8月　風男塾乱舞2013ツアー・渋谷公会堂ホールパフォーマンス
- 2014年3月　JAPAN ACTION AWARDS 2014授賞式　技斗演武
- 2014年8月　COOL JAPAN SUMMER DANCE SHOWCASE ゲスト出演
- 2015年3月　JAPAN ACTION AWARDS 2015授賞式　技斗演武
- 2015年　9月　ONE ASIA 2015
- 2018年　8月　「サンシャイン水族館天空酒場」ナイトパフォーマンス

### 再現
- 中居正広の金曜日のスマたちへ 「アジャコング再現・本人役」

### ドラマ
- 2013年、「熱血硬派くにおくん」第5話 - チアリーダー 役

### 映画
- 2004年5月～　超怖い話A「闇の鴉」 - 女子高生 役
- 2011年8月～　インディペンデントムービー 「INFINITY」　第6話 - 主演・鈴木和枝 役
- 2014年10月～　キッズアクションムービー「KIDS=ZERO キッズ＝ゼロ」 - アンジェラ役
- 2016年1月～　「さらば、あぶない刑事」
- 2021年1月～　東映Xstream46配信映画「暴力無双 - サブリミナル・ウォー -」　アマゾネス役
- 2025年5月〜 「英雄傳」[6]

### その他
- 2011年4月、ダスキンイベント パフォーマンスアクト
- 2011年12月、パラマウント100周年記念 オープニングアクト
- 2012年12月、総合格闘技DREAM オープニングアクト
- 2013年5月、NHK歌謡ショー「有り難や節」 - バックダンサー

## 振付
- テアトルアカデミーアドバンス公演　映舞劇「星に願いを」
- ダンスアクションミュージカル「やさしい悪魔」
- 美少女ユニット「AM（アム）」
- キッズユニット「クローバー」
- DANCE LIVE
- 「The Christmas Box〜vol.5 piece〜」
- Christmas Special Live
- 「Christmas Special Live」
- 「Step By Step」　　　　　　　　他